# Štírovník růžkatý

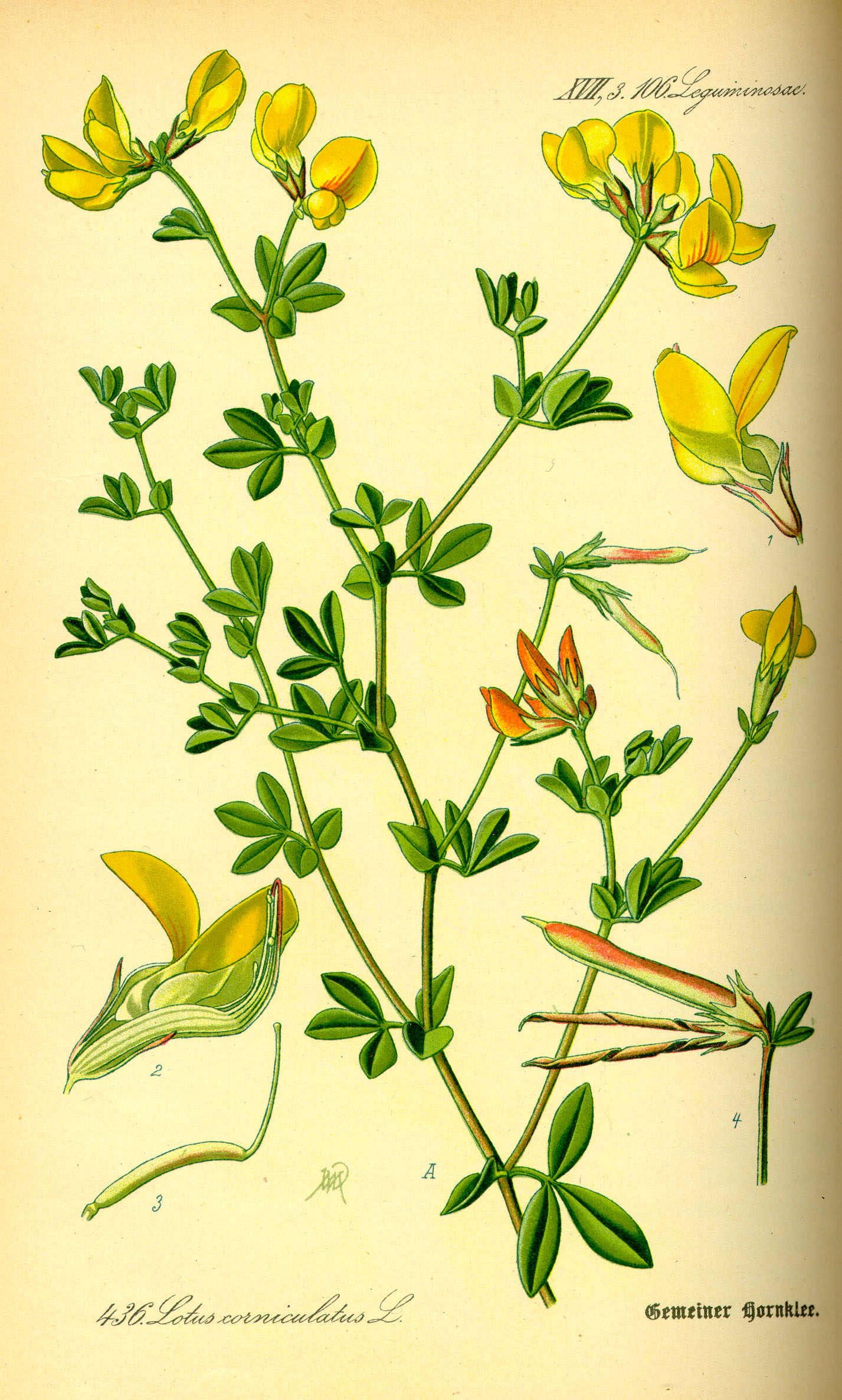
Zobrazení štírovníku růžkatého

Štírovník růžkatý (Lotus corniculatus) je dvouletá až vytrvalá, žlutě kvetoucí bylina, druh z rodu štírovník. Je v české přírodě původní druh a v poslední době se rozvíjí jeho pěstování jako užitkové rostliny využívané v zemědělství.

## Výskyt
Euroasijský druh rostoucí hlavně v Evropě (mimo Skandinávii) a v Západní a střední Asii, méně již v severní Africe. Druhotně byl rozšířen do Severní i Jižní Ameriky a Austrálie. Přestože byl používán ke krmení koní již v dobách před naším letopočtem, jeho novodobé využití v zemědělství se datuje z přelomu 18. a 19. století.
V České republice se vyskytuje poměrně hojně, roste i do nadmořské výšky okolo 1000 m. Ve vyšších a chladnějších polohách je jeho rozšíření mnohem řidší než v teplejších nížinách. Pro krmné účely se začal na polích pěstovat až ve 30. letech 20. století.

## Ekologie
Ve volné přírodě se štírovník růžkatý vyskytuje na suchých loukách a pastvinách, na lesních pasekách a lemech, na mezích a kamenitých stráních, okolo cest i podél vodních toků. Je skromnou rostlinou, roste i na půdách s malým obsahem humusu, je ale poměrně teplomilný a silně světlomilný. Nevymrzá, je odolný proti suchu a dobře snáší i dočasný nadbytek vláhy, špatně však roste v uléhavých půdách.

## Popis

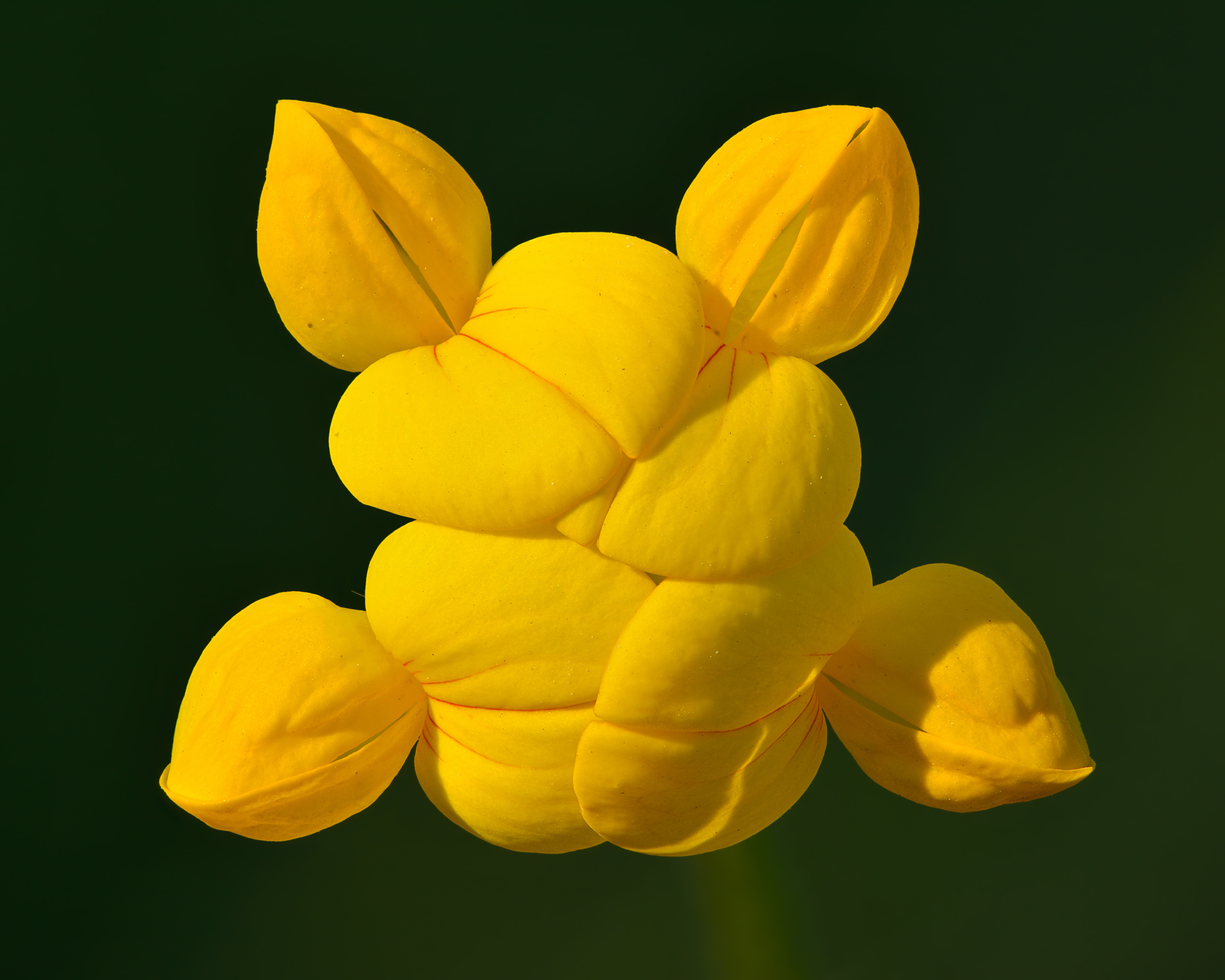
Květenství štírovníku růžkatého

Víceletá až vytrvalá (šest až dvanáct let), trsnatě odnožující bylina s lodyhami dlouhými až 60 cm. Lodyhy vyrůstají ze silného, kůlovitého kořene, více než 1 metr dlouhého, s četnými, podpovrchovými postranními kořínky; kořenový krček se nachází asi 2 cm pod povrchem. Přímé, vystoupavé nebo poléhavé, od báze rozvětvené lodyhy jsou rýhované, tupě hranaté, vyplněné dření neb duté a lysé či brvité. V jednom trsu se může za příhodných podmínek vytvořit i desítka lodyh. Trojčetné listy mají velké, listům podobné palisty přiléhají k lodyze, takže vypadají jako pětičetné. Lístky s kratičkými řapíčky jsou obvejčité, obkopinaté nebo okrouhlé, na vrcholu jsou špičaté nebo tupé, 1 až 3 cm dlouhé a 0,5 až 1,5 cm široké. Jsou zbarveny živě zeleně, hnědozeleně až šedě, jsou lysé, řídce brvité nebo porostlé odstávajícími chlupy.
Oboupohlavné, žlutě zbarvené květy vytvářejí tři až šestičetná, koncová neb úžlabní, dlouze stopkatá květenství hlávku nebo stažený okolík. Na jedné lodyze bývají dvě až šest květenství. Nevonné květy se široce vejčitými listeny mají kratičké stopky, jejich poupata bývají oranžově až červeně naběhlá. Květy mají zelený, zvonkovitý, 3 až 8 mm dlouhý kalich se shodnými, trojúhelníkovitými cípy kratšími než je kališní trubka. Koruna, o různém odstínu žluté barvy, bývá dlouhá 10 až 16 mm a pavézu a křídla má někdy načervenalé. Kvete od konce května do začátku záři. Ploidie druhu je 2n = 24.
Rostlina je cizosprašná, opylovači bývají včely a čmeláci nacházející v květech dostatek pylu. Plod je válcovitý, nahnědlý, vícesemenný, silně pukavý lusk, dlouhý 2 až 4 cm a ukončený zobánkem. Lusk obsahuje 8 až 18 tmavě hnědých, oválných semen. Ta jsou hladká, lesklá, velká asi 1,5 x 1,3 mm a hmotnost tisíce semen (HTS) je 1,25 g. Získávat semena je poněkud obtížné, lusky obsahují semen málo, dozrávají nepravidelně a po dosažení zralosti se otvírají a semena vypadávají. Mimo semen se rostlina rozmnožuje i vegetativními výběžky.

## Význam
Štírovník růžkatý je hodnotnou pícninou využívanou hlavně do dočasných a trvalých krmných směsí (např. s kostřavou luční, bojínkem lučním nebo ovsíkem vyvýšeným), hlavně pro luční porosty na sušších místech, kde stabilizuje výnosy zejména ve 2. a 3. seči. Vyhovuje mu časté sečení, případně i extenzivní pastva nebo kombinované využívání. Kvalita jeho píce je průměrná, stravitelnost dosahuje asi 70 %, dřevnatí pomalu a zvířata nenadýmá.
Někteří motýli ho využívají jako žírnou rostlinu pro své larvy, jsou to např. modrásek štírovníkový, modrásek černolemý, modrásek jehlicový, soumračník máčkový a bělásek hrachorový. Je také známou medonosnou rostlinou.

## Toxicita
Rostliny štírovníku růžkatého obsahují kyanogenní glykosidy (lotuaustralin, lotusin, fasolunatin) a 3-nitropropionovou kyselinu, které mohou být při zkrmování velkého množství štírovníku pro zvířata toxické. Sušením se tyto látky rozkládají jen velmi málo, mizí však při silážování.
Při zkrmení většího objemu se mohou u zvířat projevit příznaky akutní otravy, jsou to nechutenství, paralýza končetin, ztráta rovnováhy, obtížné dýchání a ztuhlost svalů na krku, zvracení a průjem. Silná zástava dechu může vést až k úhynu zvířete. Nejvíce vnímaví jsou hlodavci (králíci). Přežvýkavci jsou, vyjma období laktace, málo citliví, u nich rychle dochází k rozkladu škodlivých látek v bachoru.

## Taxonomie
Štírovník růžkatý je vzhledově variabilní rostlinou, mívá rozdílně tvarované listy které mají nestejný odstín zelené barvy, je více či méně porostlý chlupy, mívá různě velké a rozdílně vybarvené květy, má lodyhy duté či plné a odlišný poměr vzpřímených a poléhavých. Jen v české přírodě je rozlišováno šest variet:
- Štírovník růžkatý pravý (Lotus corniculatus L. var. corniculatus)
- Štírovník růžkatý alpský (Lotus corniculatus L. var. alpicola) Beck
- Štírovník růžkatý chlupatý (Lotus corniculatus L. var. hirsutus) W. D. J. Koch
- Štírovník růžkatý Kochův (Lotus corniculatus L. var. kochii) Chrtková
- Štírovník růžkatý norský (Lotus corniculatus L. var. norvegicus) Chrtková
- Štírovník růžkatý setý (Lotus corniculatus L. var. sativus) Hyl.

Pro užitkové pěstování bylo dále vyšlechtěno několik odrůd které se odlišují morfologicky i dalšími vlastnostmi. V ČR se pěstují např. odrůdy 'Lotar', 'Malejovský', 'Táborák' a 'Polom'.

## Galerie

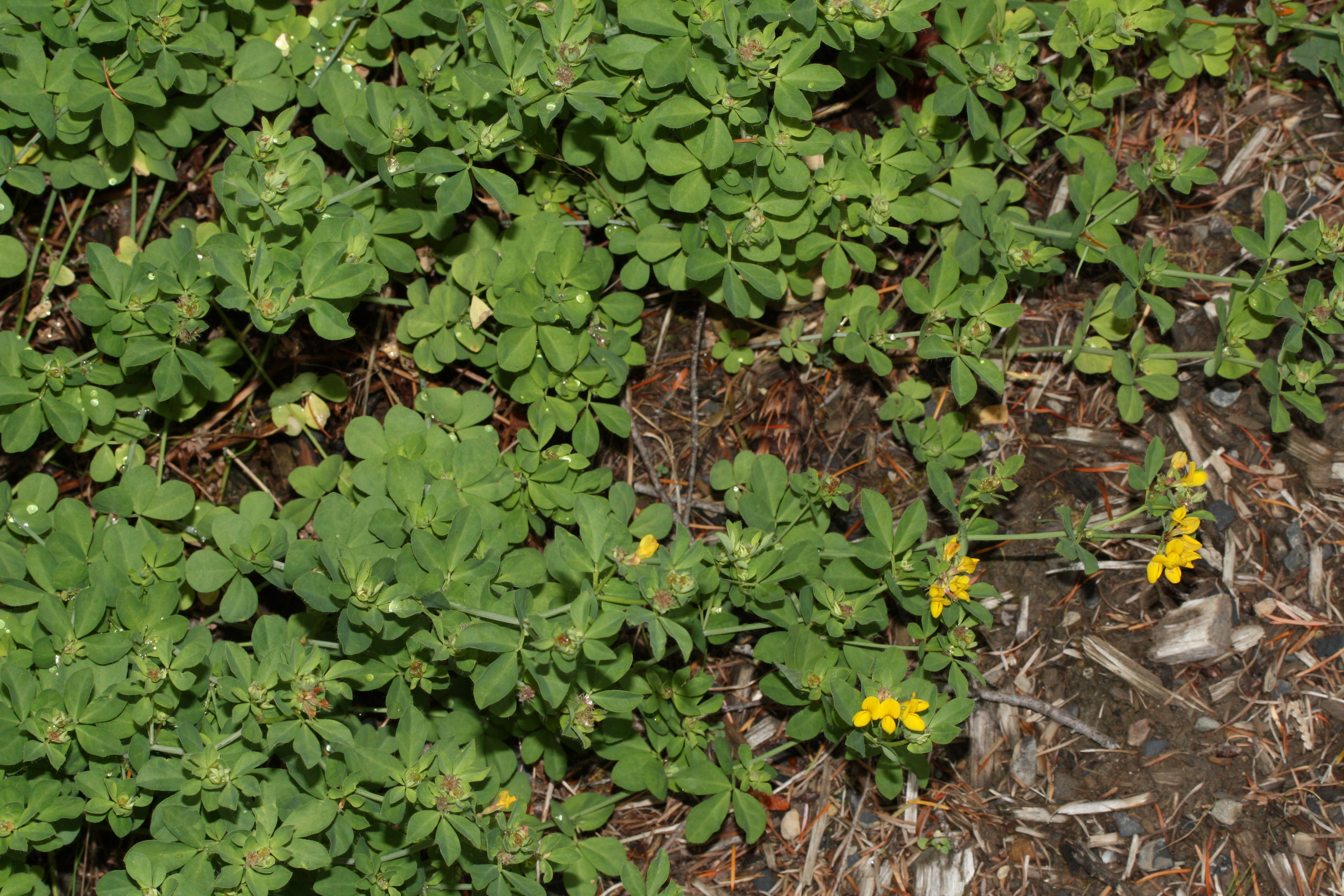
Mladé rostliny
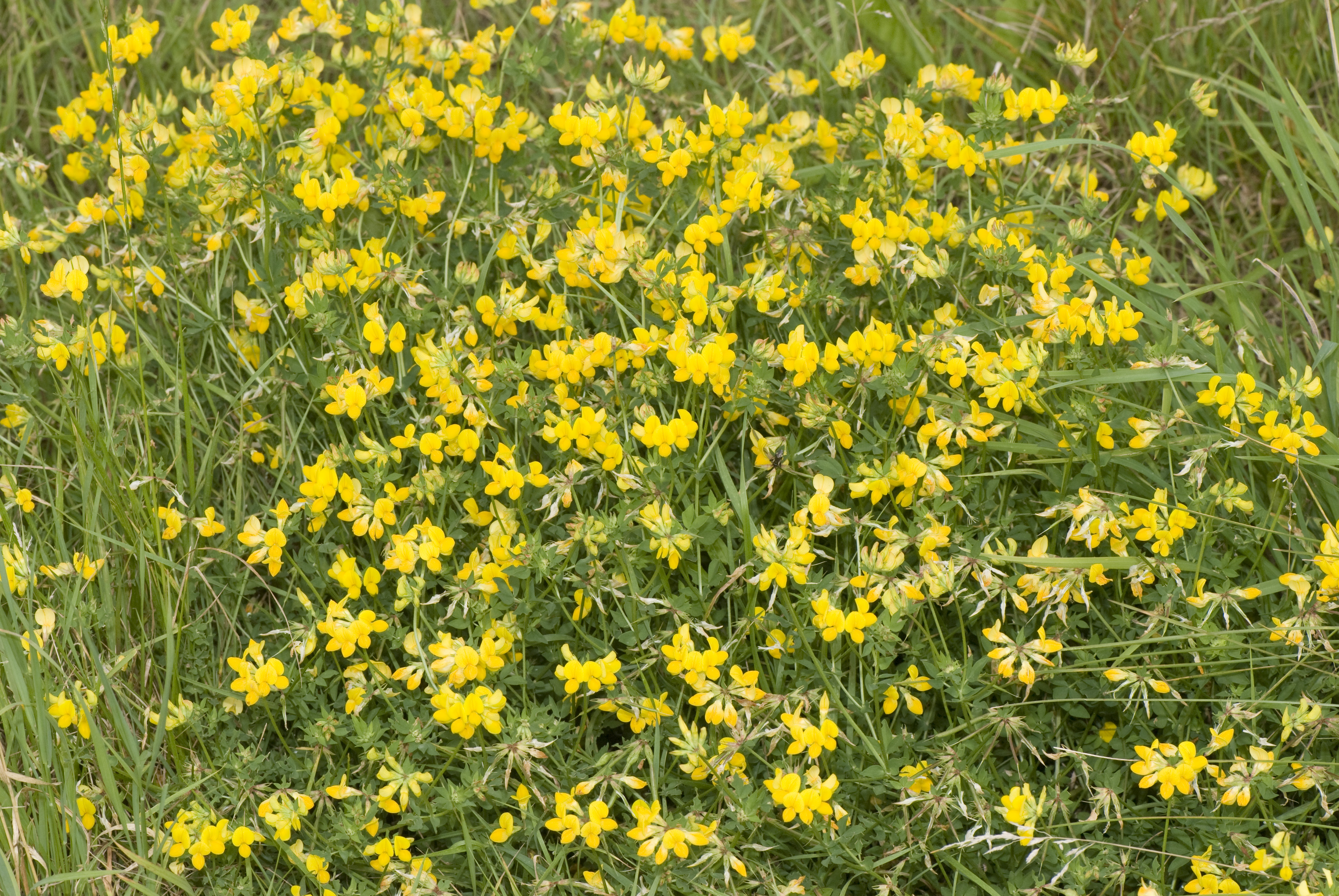
Porost štírovníku růžkatého
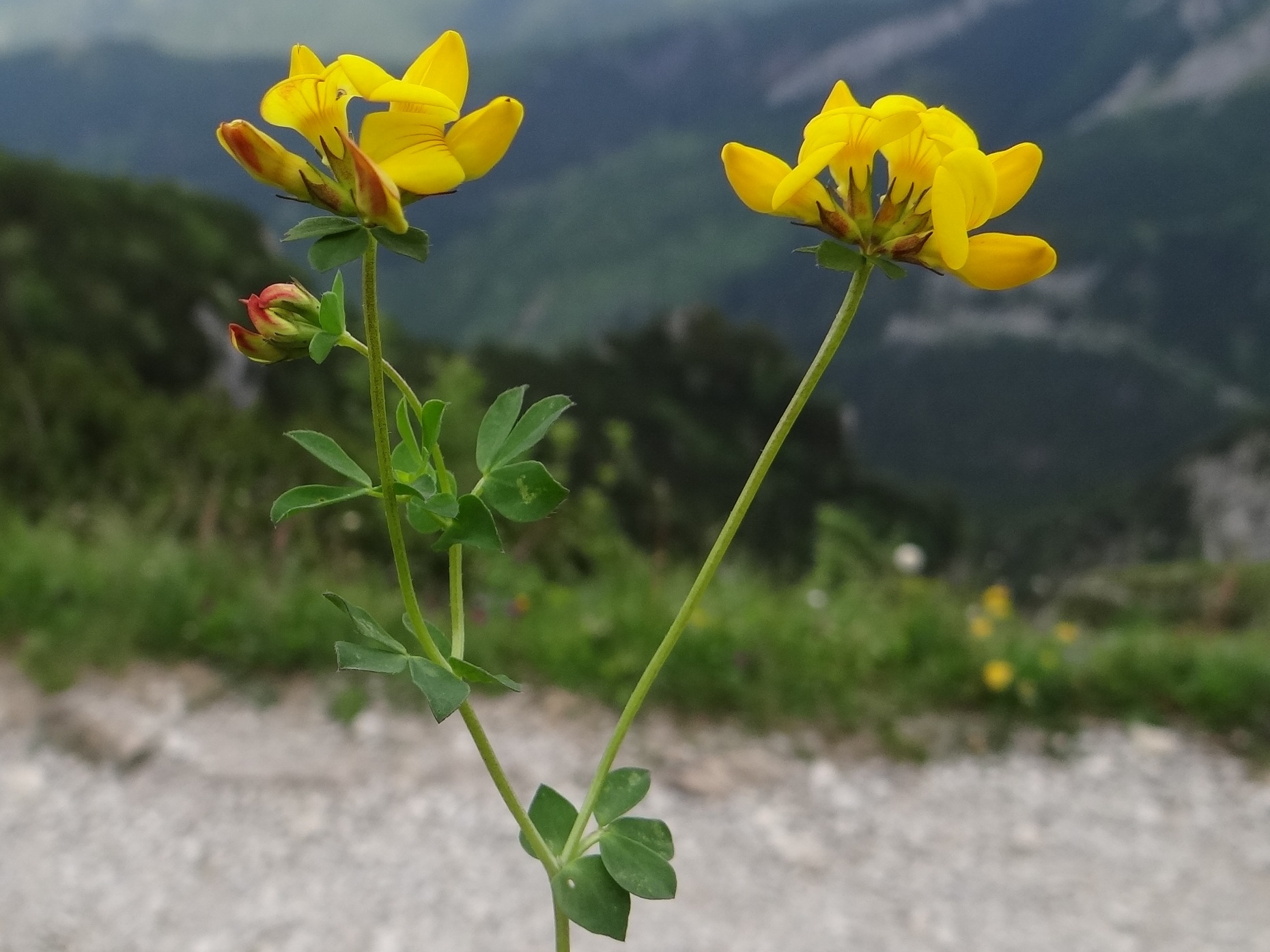
Nakvétající květenství
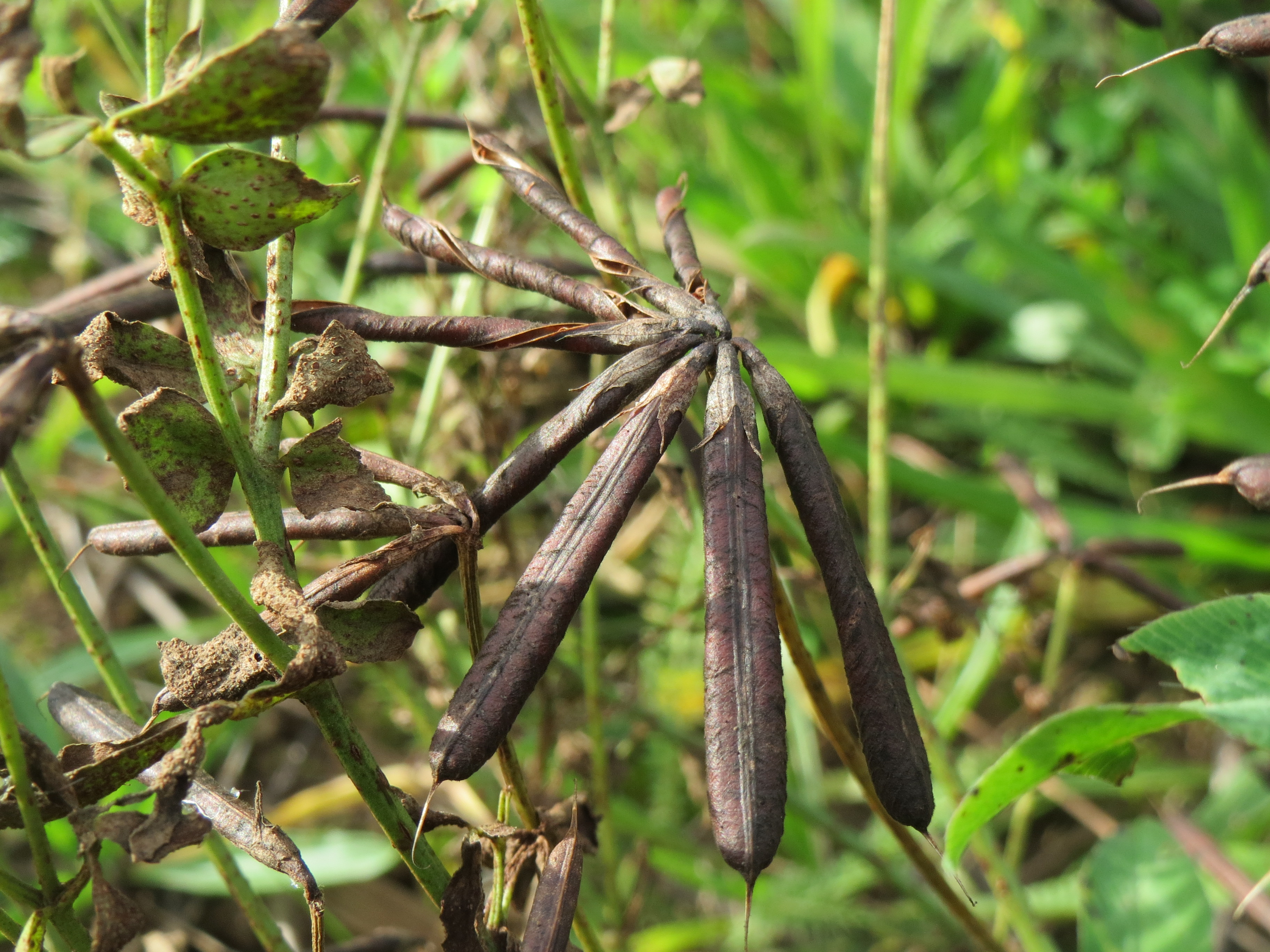
Dozrávající plodenství s lusky